# Лејк Касиди (Вашингтон)
Лејк Касиди (енгл. Lake Cassidy) насељено је место без административног статуса у америчкој савезној држави Вашингтон.

## Демографија
По попису из 2010. године број становника је 3.415.
| Група             | 2000.    | 2010.         |
| Белци             | 0 (0,0%) | 3.023 (88,5%) |
| Афроамериканци    | 0 (0,0%) | 8 (0,2%)      |
| Азијати           | 0 (0,0%) | 78 (2,3%)     |
| Хиспаноамериканци | 0 (0,0%) | 164 (4,8%)    |
| Укупно            | 0        | 3.415         |